# Tomás de Sousa Rosa (militar)
Tomás de Sousa Rosa (Lisboa, 1 de março de 1867 — Lisboa, 4 de junho de 1929) foi um oficial do Exército Português que se distinguiu como comandante da 4.ª Expedição a Moçambique durante a Primeira Guerra Mundial.